# Gostilna
Gostilna je gastronomsko podjetje, kjer se streže hrana in pijača pripravljena za takojšnje uživanje. Prve gostilne so poznali že stari Rimljani pred približno dva tisoč leti.
Najstarejša še delujoča gostilna na slovenskem se imenuje Gastuž, deluje pa v sklopu muzejskega kompleksa Kartuzijanskega samostana Žiče na Štajerskem, nastala je v 15. stoletju (leta 1467).

## Vrste gostinskih lokalov
Danes poznamo veliko vrst gostinskih lokalov, kateri so se razvili v odvisnosti od potrebe kraja in časa. Takšni so sledeči:
- Čajnica
- Bar
- Bistro
- Buffet
- Hotel
- Internetna kavarna
- Kantina
- Kavarna
- Klub
- Kmetija odprtih vrat
- Menza šolska
- Menza tovarniška
- Menza kasarniška
- Mlečna restavracija
- Motel
- Osmica
- Picerija
- Pivnica
- Pub
- Restavracija
- Slaščičarna
- Točilnica
- Vinska klet
- Zajtrkovalnica
- Železniška restavracija